# Miřetice (okres Benešov)
Miřetice (Duits: Mirschetitz of Mirschetitz bei Flesching) is een Tsjechische gemeente in de regio Midden-Bohemen en maakt deel uit van het district Benešov. Het dorp ligt op 8 kilometer afstand van Vlašim.
Miřetice telt 240 inwoners (2025).

## Geschiedenis
De eerste schriftelijke vermelding van het dorp dateert van 1274.
Sinds 1960 maakt Miřetice deel uit van het district Benešov.

## Verkeer en vervoer

### Autowegen
Miřetice is te bereiken via diverse regionale wegen. 

### Spoorlijnen
Er is geen station in de gemeente. Het dichtstbijzijnde station is in Zdislavice, op 4,5 kilometer afstand. Dat station ligt aan de spoorlijn van Benešov naar Vlašim.

### Buslijnen
Er zijn twee bushaltes in de gemeente:
| Halte              | Lijn(en)        | Traject(en)                                                                             | Vervoerder(s)             |
| ------------------ | --------------- | --------------------------------------------------------------------------------------- | ------------------------- |
| Miřetice, Miřetice | 849             | Vlašim - Načeradec                                                                      | CŠAD Benešov              |
| Miřetice, Rozchod  | 406 842 843 849 | Pelhřimov - Praag-Roztyly Vlašim - Dolní Kralovice Vlašim - Čechtice Vlašim - Načeradec | CŠAD Benešov CŠAD Benešov |

## Bezienswaardigheden
- Dorpskapel;
- Herdenkingsmonument voor Karel Filip.

## Galerij

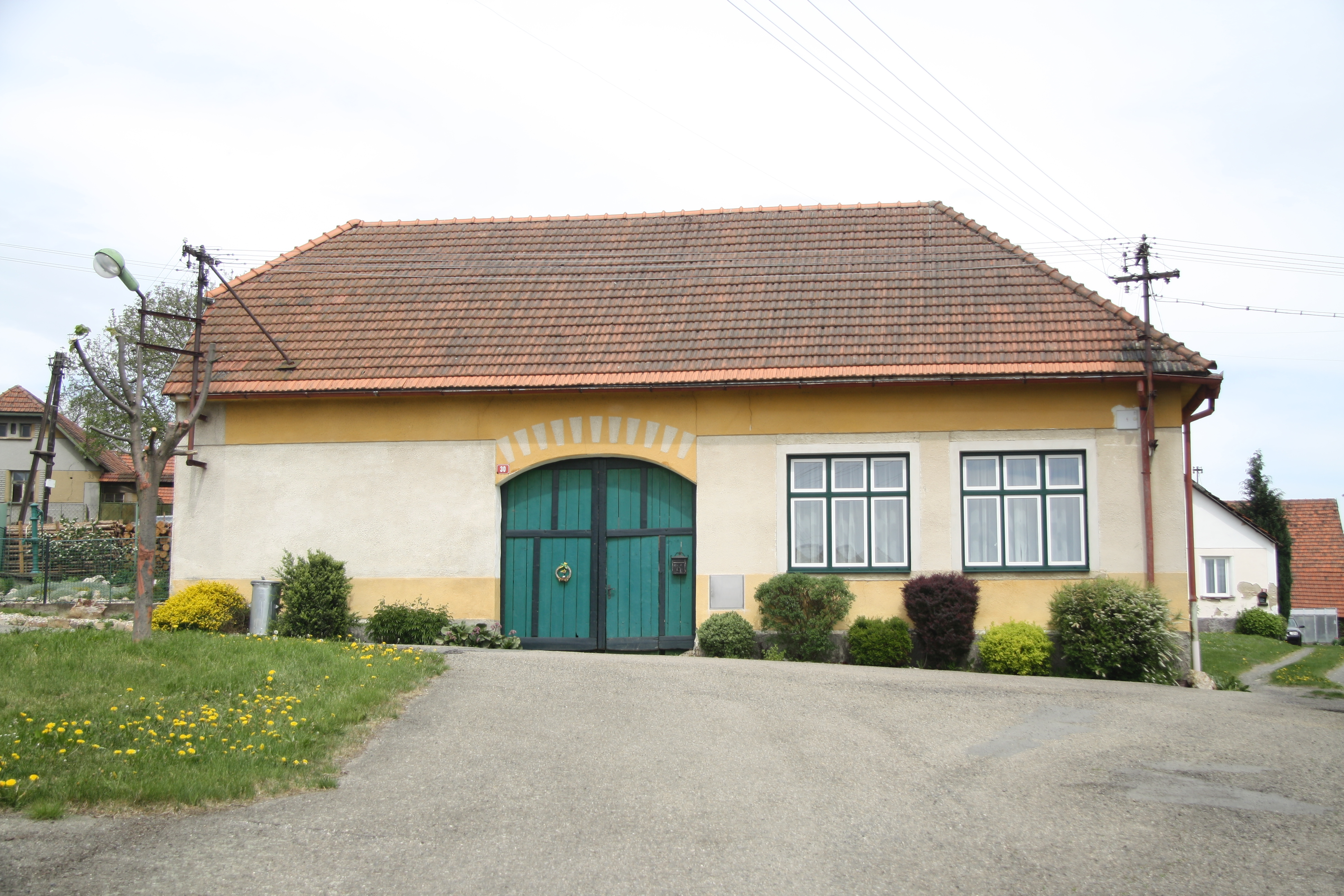
Huis in het dorp (2018)
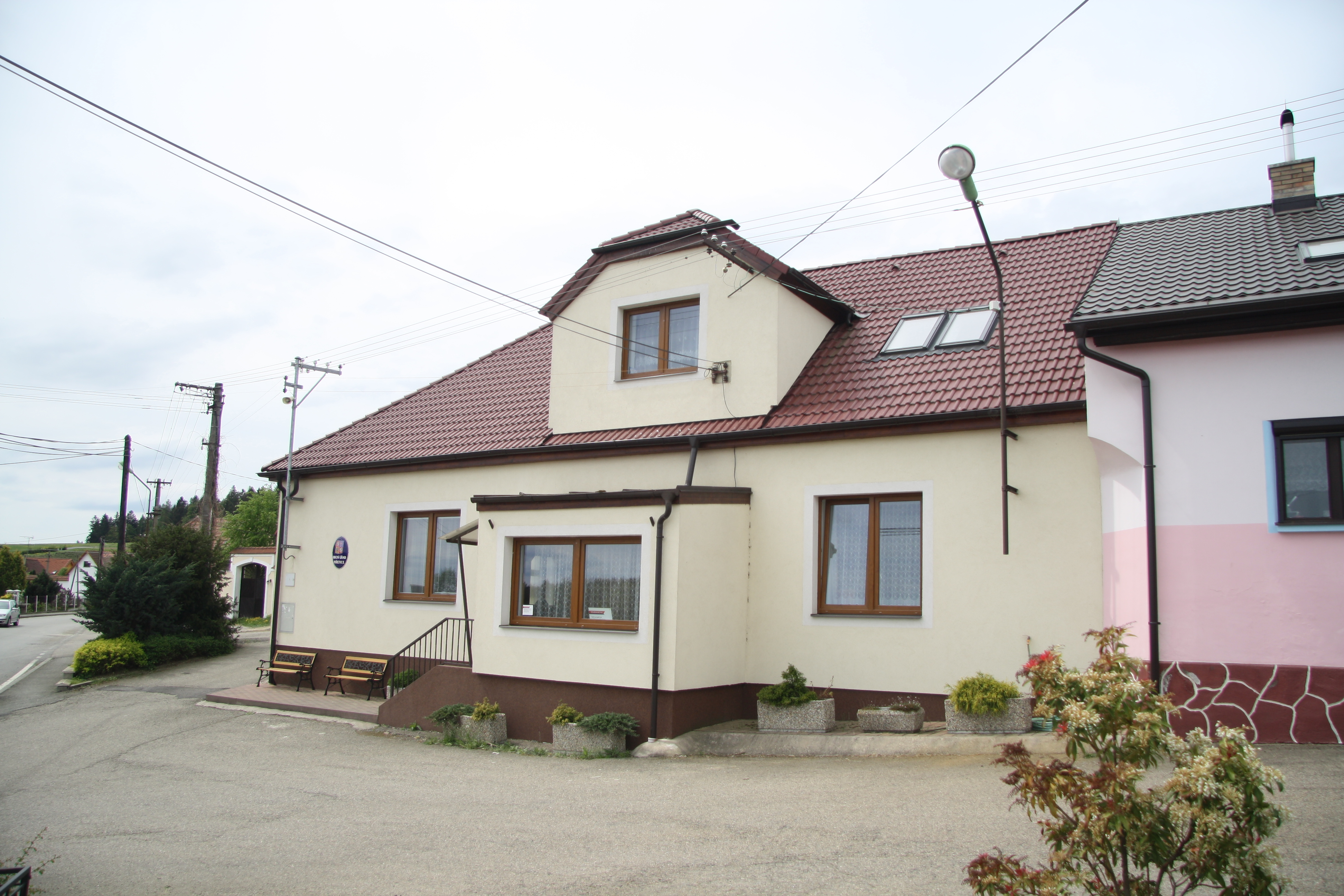
Gemeentehuis (2018)
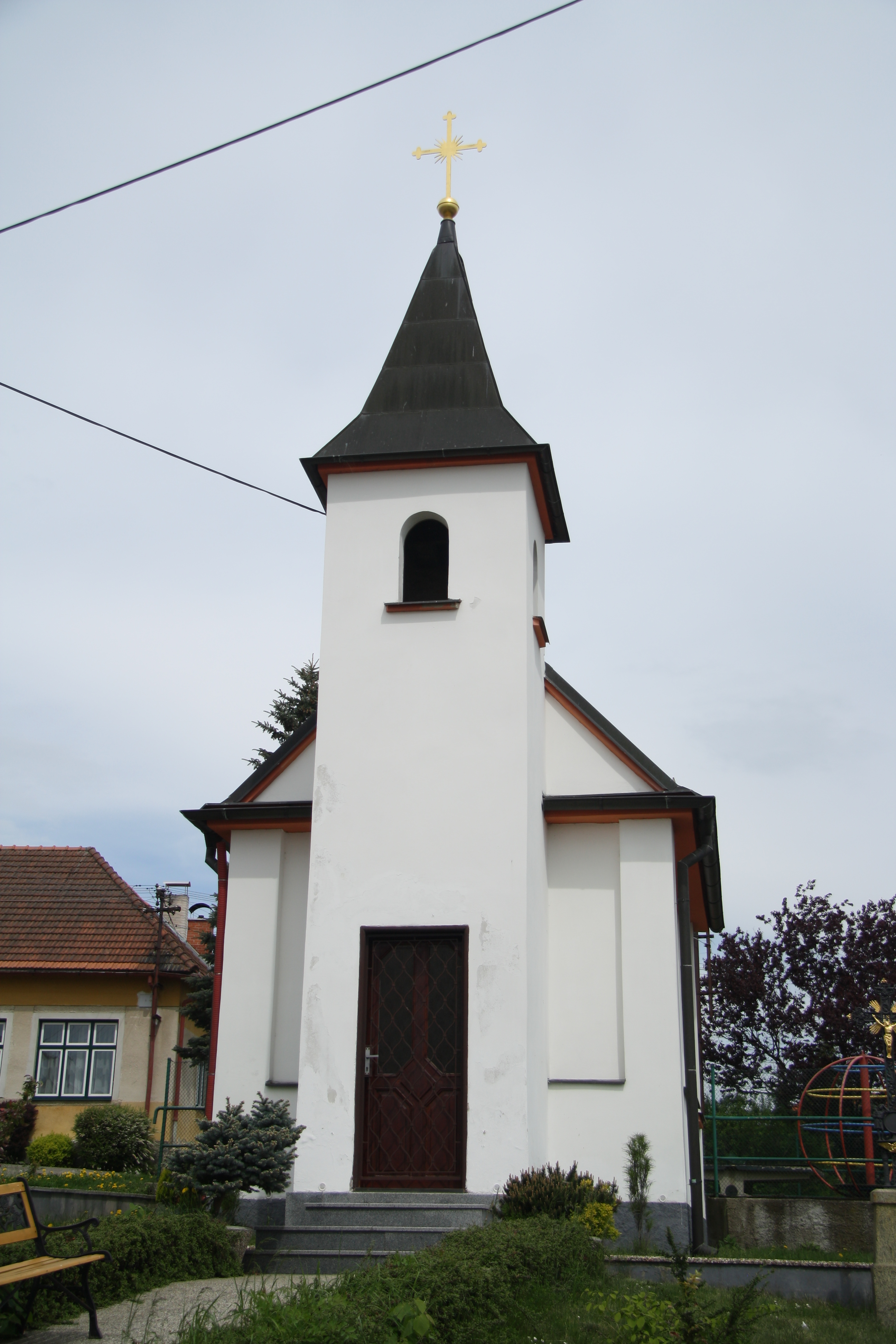
Dorpskapel (2018)
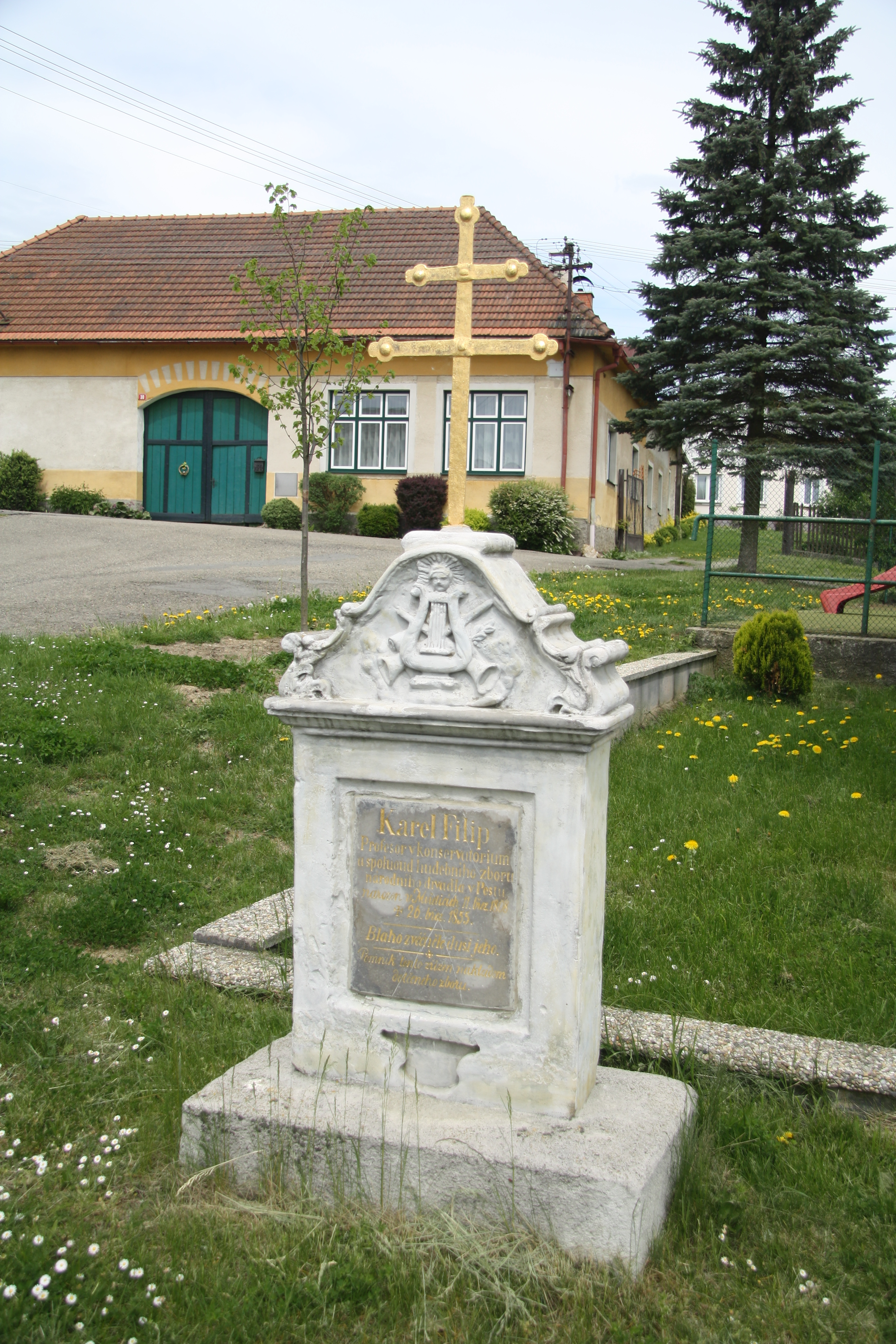
Herdenkingsmonument voor Karel Filip (2018)